# Urdinarrain

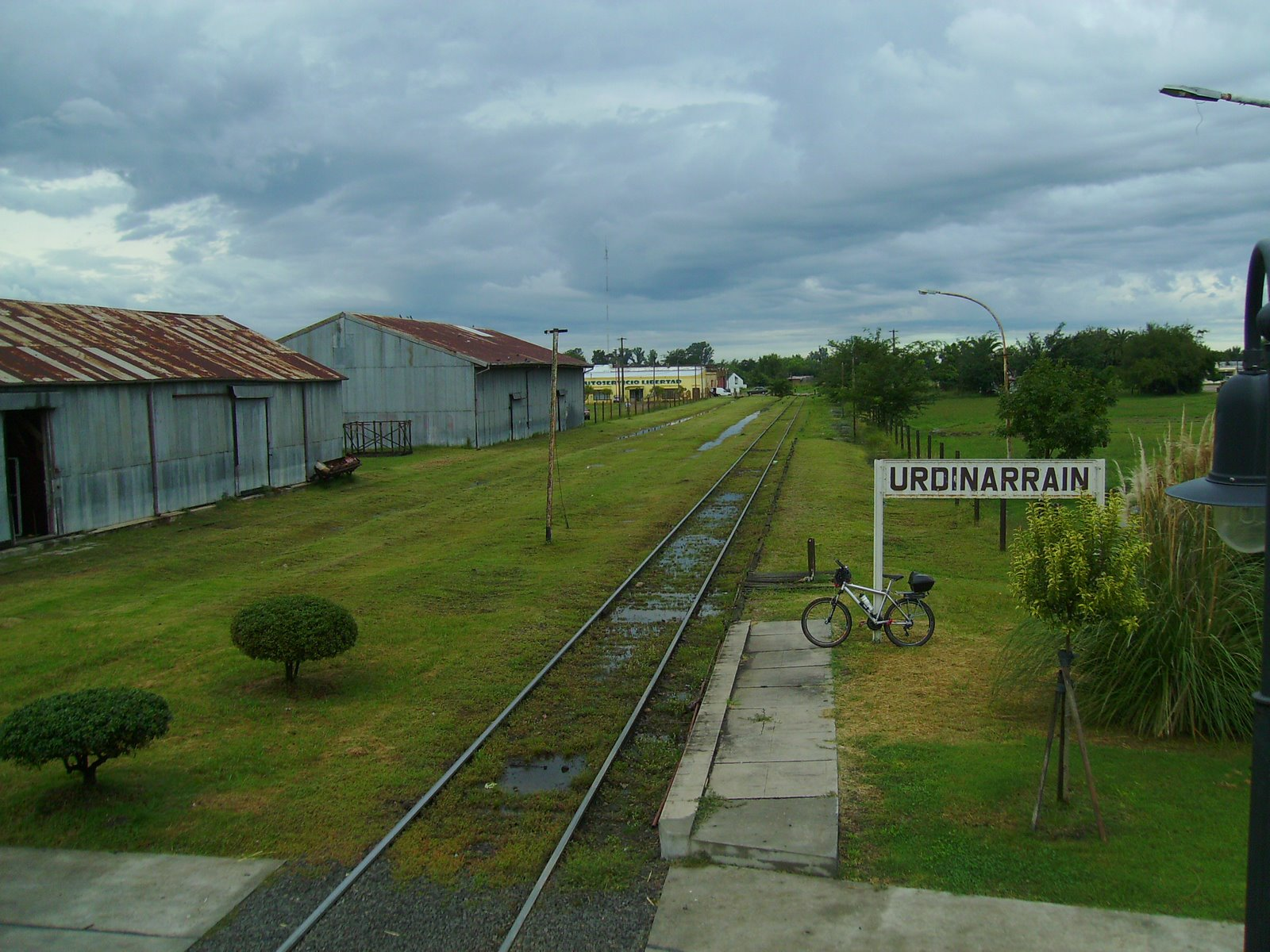
Estación Urdinarrain a vista de pájaro.

Urdinarrain es un municipio distribuido entre los distritos San Antonio y Pehuajó al Norte, con una pequeña parte en el distrito Talitas del departamento Gualeguaychú en la provincia de Entre Ríos, República Argentina. El municipio comprende la localidad del mismo nombre y un área rural. Se halla ubicada al sur de la provincia y cuenta con una población de 8956 habitantes según el censo de 2010. 
El área urbana de Urdinarrain se encuentra situada a los 58°53′ de longitud oeste y 32°41′ de latitud sur. Sus principales actividades económicas son la agricultura y la ganadería.

## Historia
Urdinarrain se llama así en honor al general Manuel Urdinarrain. El 23 de septiembre de 1890 se inauguró la Estación Urdinarrain, llamada entonces Estación Villa Florida, al margen de las líneas del ferrocarril General Urquiza, del cual hoy solo funciona su línea de carga, esporádicamente. Las líneas férreas separaron en dos a la villa que, por un lado seguía siendo Florida y por el otro Villa Mitre pero, luego del censo de 1895, se unificó bajo el nombre de Urdinarrain, en honor al jefe de caballería del general Justo José de Urquiza.
El poblado comenzó a recibir inmigrantes europeos, en el cual confluenciaron en esa zona y favorecidos por el reparto de tierras que propiciaba el gobierno nacional.
A los habitantes criollos se sumaron: suizos, franceses, alemanes, italianos, españoles, neerlandeses, belgas, británicos, rusos, checos, eslovacos, búlgaros, rumanos, irlandeses, judíos asquenazíes y polacos, además de otras nacionalidades.
El crecimiento agrícola y ganadero se hizo sostenido a través del tiempo y en los primeros años del siglo XX el pueblo ya evidenciaba un progreso perseverante y continuo.
En 1825 Carlos Meillard y Francisca Kreynborg instalaron en su estancia un generador de energía eléctrica, que se convirtió en la primera en la zona. Luego en 1926 llegó de visita oficial al pueblo el presidente Marcelo T. de Alvear junto a su esposa, en una jornada que fue la primera gran fiesta popular de Urdinarrain y luego presenciaron un día de “yerra” en la estancia de don Santiago Crosa.
Uno de los primeros médicos fue el doctor Julio Sánchez Ruiz que fue Director del Hospital Belgrano en ocasión del traspaso del Hospital a la provincia.
Con el transcurso de los años, al poblado se le fueron sumando escuelas, clubes, paseos y fiestas populares, como también se han popularizado en este último tiempo bandas de rock formadas por adolescentes.

## Urdinarrain hoy
Como comunidad nacida a la vera del paso de un tren y vinculada por el hilo tangible e intangible de los inmigrantes, Urdinarrain supo hacer un reconocimiento a la estación, transformándola en complejo cultural, lo que puso en valor al Museo Agrícola al aire libre y al pulmón verde del paseo San Martín.
En los meses del verano las grandes fiestas convocan a homenajear todas las tradiciones:
- Fiesta Provincial del Caballo
- Fiesta Regional de la Cerveza
- Fiesta del Inmigrante

Dejando de lado las tradiciones, se realizan espectáculos como:
- Urdi Rock

## Instituciones educativas
- Escuela Educación Especial N.º 13 “Arco Iris”
- Jardín Maternal “Semillitas de Esperanza”
- Jardín Maternal “Gurisitos”
- Escuela N.º 25 “Caseros”
- Escuela NINA N.º 26 “9 de Julio”
- Escuela N.º 63 “Mariano Moreno”
- Escuela N.º 97 “Pbro. Joannas”
- Escuela N.º 103 “General Urdinarrain”
- Escuela de Educación Técnica N.º 18 “Gral. Manuel N. Savio”
- Instituto “Nuestra Sra. de Lujan”
- Escuela N.º 16 “Colegio de Urdinarrain”
- Instituto Técnico Superior de Urdinarrain "Profesor Alberto R. Fabre"
- Instituto Superior de la Iglesia Evangélica Congregacional (ISIEC)

## Parroquias de la Iglesia católica en Urdinarrain

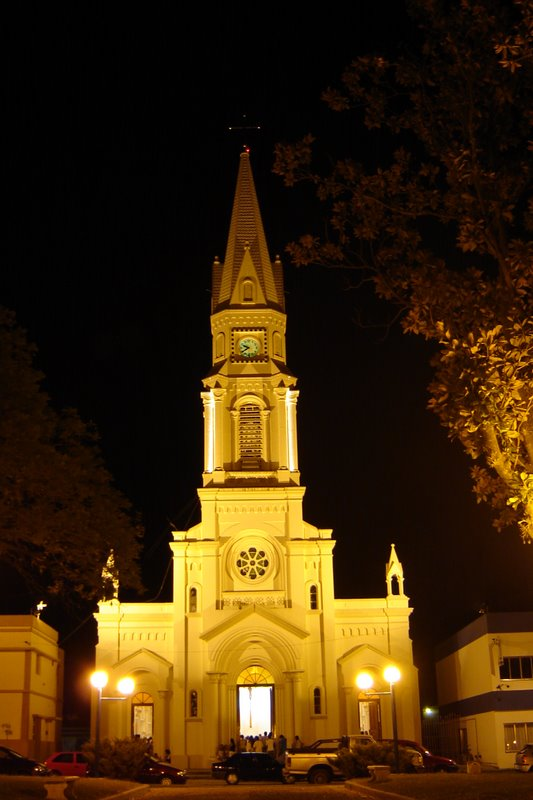
Fachada de la iglesia Sagrado Corazón.

| Diócesis   | Gualeguaychú             |
| ---------- | ------------------------ |
| Parroquias | Sagrado Corazón de Jesús |

## Intendentes de Urdinarrain[4]
- 1894-1905: Junta de Gobierno
- 1905-1940: Junta de Fomento
- 1940-Actualidad: Municipio de 1.ª categoría

| Gobernante                  | Período   |
| --------------------------- | --------- |
| Carabelli Mario             | 1894-1905 |
| Caffarena Lorenzo           | 1905-1907 |
| Girollet Augusto            | 1907-1907 |
| Podestá Esteban             | 1907-1910 |
| Patriarca Juan Carlos       | 1910-1914 |
| Aguilar Juan Bautista       | 1914-1916 |
| Inchausti Francisco         | 1916-1918 |
| Caffarena Lorenzo           | 1918-1924 |
| Harispe Bautista            | 1924-1926 |
| Buzzella Ermete             | 1926-1928 |
| Pertegarini Pedro           | 1928-1930 |
| Harispe Juan                | 1930-1934 |
| Morena Juan                 | 1934-1939 |
| Aldaya Desiderio Carlos     | 1939-1943 |
| Podestá Esteban Ángel María | 1943-1945 |
| Narbais Juan                | 1945-1948 |
| Kreymborg Adolfo            | 1948-1952 |
| Romero Ramón Epifanio       | 1952-1955 |
| Aldaya Desiderio Carlos     | 1955-1958 |
| Zeroli Armando Hipólito     | 1958-1962 |
| Pasetti José C.             | 1962-1963 |
| Strasser Guillermo          | 1963-1966 |
| Pesce Roque Ramón           | 1966-1973 |
| Zeroli Armando Hipólito     | 1973-1977 |
| Pesce Roque Ramón           | 1977-1983 |
| Altinier Héctor María       | 1983-1987 |
| Mornacco Paulino Evaristo   | 1987-1991 |
| Altinier Héctor María       | 1991-1995 |
| Praderio Héctor             | 1995-1999 |
| Giacoma Roberto Santiago    | 1999-2001 |
| Siboldi Osvaldo             | 2001-2003 |
| Mornacco Alberto Paulino    | 2003-2007 |
| Mornacco Alberto Paulino    | 2007-2011 |
| Ledri Alberto Juan          | 2011-2015 |
| Mornacco Alberto Paulino    | 2015-2019 |
| Martínez Sergio Fabián      | 2019-2023 |